# Bucey-lès-Gy
Bucey-lès-Gy là một xã thuộc tỉnh Haute-Saône trong vùng Bourgogne-Franche-Comté phía đông nước Pháp.

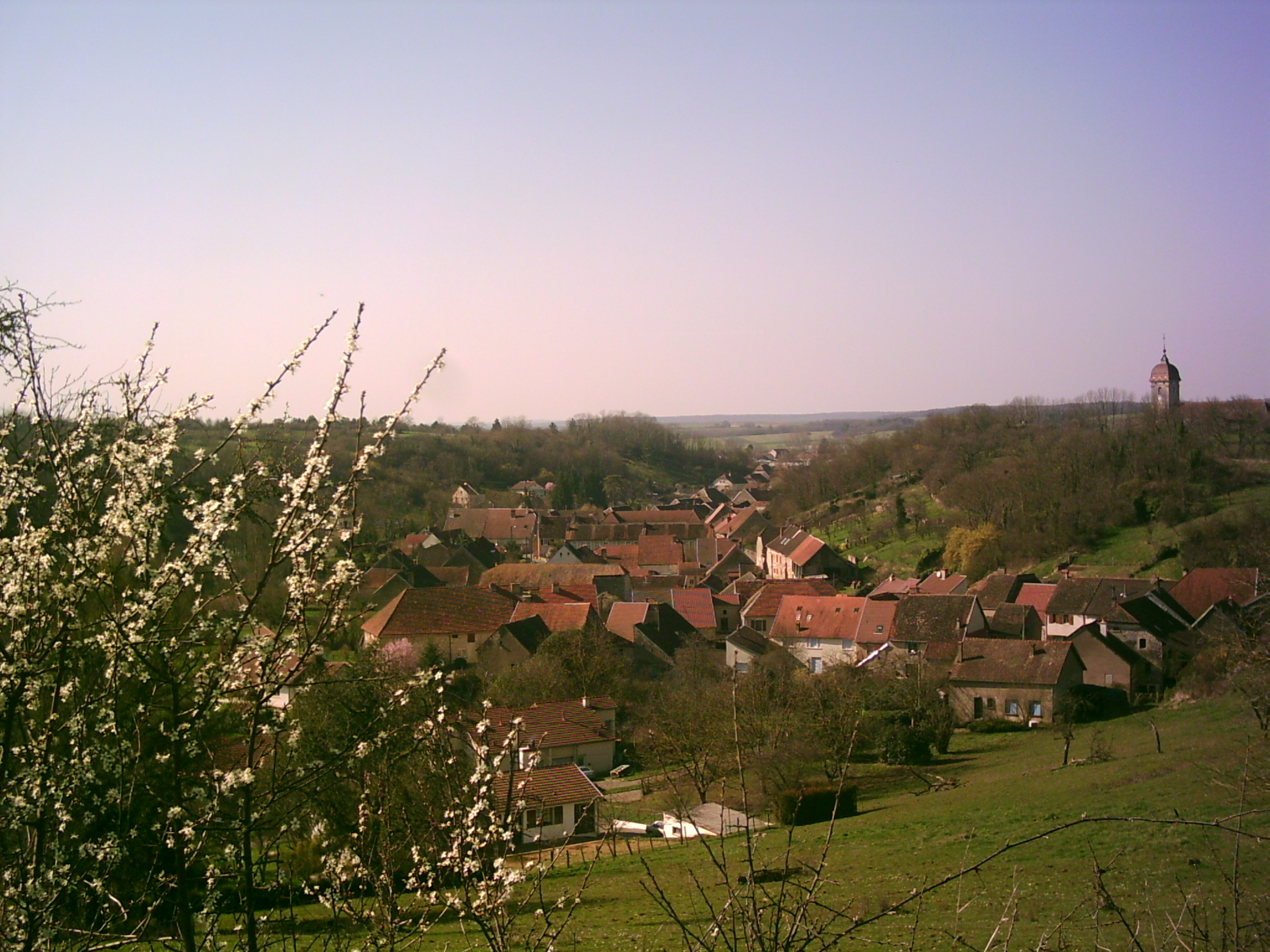
Bucey-lès-Gy in Spring